# Autriche aux Jeux paralympiques d'hiver de 2014
L’Autriche participe aux Jeux paralympiques d'hiver de 2014 à Sotchi, en Russie, du 7 au 16 mars 2014. Il s'agit de la onzième participation de ce pays aux Jeux paralympiques d'hiver ; l'Autriche a été présente à tous les Jeux.
Le pays est représenté par treize athlètes, dont onze en ski alpin, un en ski nordique et un en snowboard, discipline incluse pour la première fois aux Jeux. La délégation autrichienne comprend une championne paralympique en titre : Claudia Loesch, double médaillée d'or aux Jeux de Vancouver en 2010 en ski alpin (slalom et Super G, catégorie assise). Parmi les principales figures de cette délégation se trouvent  également Markus Salcher, double champion du monde de ski alpin paralympique, et Matthias Lanzinger, champion d'Europe 2007 de ski alpin chez les valides avant qu'un accident de ski en 2008 ne mène à l'amputation de sa jambe gauche.

## Médaillés
| Sport                   | Discipline           | Athlète(s)         | Catégorie | Performance   | Date    |
| Médailles d'or : 2      |                      |                    |           |               |         |
| Ski alpin               | Descente hommes      | Markus Salcher     | Debout    | 1 min 24 s 35 | 8 mars  |
| Ski alpin               | Super-G hommes       | Markus Salcher     | Debout    | 1 min 20 s 92 | 9 mars  |
| Médailles d'argent : 5  |                      |                    |           |               |         |
| Ski alpin               | Super-G hommes       | Matthias Lanzinger | Debout    | 1 min 21 s 33 | 9 mars  |
| Ski alpin               | Super combiné hommes | Matthias Lanzinger | Debout    | 1 min 18 s 39 | 14 mars |
| Ski alpin               | Super-G dames        | Claudia Loesch     | Debout    | 1 min 31 s 20 | 10 mars |
| Ski alpin               | Slalom géant dames   | Claudia Loesch     | Debout    | 1 min 19 s 82 | 16 mars |
| Ski alpin               | Slalom hommes        | Philipp Bonadimann | Assis     | 1 min 1 s 87  | 13 mars |
| Médailles de bronze : 4 |                      |                    |           |               |         |
| Ski alpin               | Slalom géant hommes  | Markus Salcher     | Debout    | 1 min 12 s 19 | 15 mars |
| Ski alpin               | Slalom hommes        | Roman Rabl         | Assis     | 1 min 0 s 85  | 13 mars |
| Ski alpin               | Super combiné hommes | Roman Rabl         | Assis     | 1 min 21 s 49 | 14 mars |
| Ski alpin               | Slalom géant         | Roman Rabl         | Assis     | 1 min 14 s 44 | 15 mars |

## Par discipline

### Ski alpin
Le ski alpin est la principale force de l'Autriche aux Jeux paralympiques. À Sotchi, le pays est représenté 
- dans la catégorie assise, par Philipp Bonadimann (double médaillé de bronze en 2010), Dietmar Dorn, Andreas Kapfinger, Roman Rabl, et Reinhold Sampl, chez les hommes ; et Claudia Loesch (double championne paralympique en titre) chez les femmes ;
- dans la catégorie debout, par Martin Falch, Thomas Grochar, Matthias Lanzinger, Markus Salcher et Martin Wurz chez les hommes[1].

### Ski nordique
En ski nordique, le seul représentant autrichien est Michael Kurz (catégorie debout), qui participe à ses quatrièmes Jeux.

### Snowboard
Pour la première apparition du snowboard aux Jeux paralympiques, l'Autriche est représentée par un unique athlète, Georg Schwab. Le snowboard aux Jeux de Sotchi est réservé aux athlètes handicapés des membres inférieurs et concourent debout.